# Бегунов, Роман Игоревич
Рома́н Игоревич Бегуно́в (бел. Раман Ігаравіч Бегуноў; род. 22 марта 1993, Минск) — белорусский футболист, защитник минского «Динамо» и национальной сборной Беларуси.

## Карьера

### «Минск»
Воспитанник школы футбольного клуба «Минск», с 2010 года играл за дубль клуба. В 2010 году кандидатуру Бегунова рассматривала команда «Спартак» (Москва). В сезоне 2012 стал игроком основного состава, обычно занимал позицию правого защитника.
В 2013 году окончательно закрепился в основе, на позиции правого защитника чередовался с Александром Сверчинским. Временем стал использоваться в качестве правого полузащитника. 3 ноября 2013 года оформил дубль в матче против «Белшины», что, однако, не спасло команду от поражения (2:3).
В декабре 2013 года продлил контракт с «Минском». Сезон 2014 начинал правым защитником, но вскоре был переведен в центр защиты и закрепился там. В сезоне 2015 стал также использоваться и на позиции опорного полузащитника.

### «Динамо» Минск
В июле 2015 года интерес к Роману стало проявлять минское «Динамо». 14 июля 2015 года подписал контракт с этим клубом. Перейдя в клуб в середине сезона, защитник сразу стал игроком основы. Играл на позиции правого защитника. Первый мяч за «Динамо» забил в первом официальном матче следующего сезона (против «Торпедо-БелАЗ», Кубок Беларуси, 1:0). С мая по июль 2016 года не играл из-за травмы, позже вернулся в основной состав.
В марте 2017 года был избран капитаном «Динамо», однако летом уступил капитанство Александру Нойоку. После перехода «Динамо» в сезоне 2017 на схему с пятью защитниками остался выступать на позиции правого крайнего защитника. В сезоне 2018 являлся игроком стартового состава. В октябре и ноябре не выступал из-за травмы.

### «Торпедо-БелАЗ»
В январе 2019 года подписал контракт с «Торпедо-БелАЗ». Первую половину сезона пропустил из-за травмы. В июле начал появляться на поле, но вскоре вновь получил травму. Лишь только с октября стал стабильно играть за основную команду жодинцев.

### «Шахтёр» (Солигорск)
В декабре 2019 года подписал двухлетний контракт с солигорским «Шахтером». Начало сезона 2020 пропустил из-за травмы, но позже стал появляться в стартовом составе. В январе 2021 года он продлил контракт с клубом до конца 2022 года.

### «Динамо» Минск
22 января 2022 года вернулся в минское «Динамо». В сезоне-2025 избран капитаном клуба.

## В сборной
Сыграл 3 матча за молодёжную сборную Беларуси.
Впервые получил вызов в национальную сборную для участия в матчах отборочных матчах чемпионата Европы 2016 против сборных Словакии (9 октября 2015) и Македонии (12 октября 2015). Дебют за главную футбольную команду страны состоялся в товарищеском матче против Черногории, Роман вышел на 75 минуте и доиграл до финального свистка (0:0).

## Достижения
«Минск»
- Обладатель Кубка Беларуси: 2013

«Динамо» (Минск)
- Чемпион Беларуси (2): 2023, 2024
- Серебряный призёр чемпионата Беларуси (2): 2015, 2017
- Бронзовый призёр чемпионата Беларуси (2): 2016, 2018
- Обладатель Суперкубка Беларуси: 2025

«Шахтёр» (Солигорск)
- Чемпион Беларуси: 2020
- Обладатель Суперкубка Беларуси: 2021

## Статистика

### Клубная
| Сезон    | Дивизион | Клуб               | Страна   | Матчи | Голы |
| -------- | -------- | ------------------ | -------- | ----- | ---- |
| 2010     | дубль    | Минск              | Беларусь | 25    | 0    |
| 2011     | дубль    | Минск              | Беларусь | 20    | 0    |
| 2012     | Д1       | Минск              | Беларусь | 19    | 0    |
| 2013     | Д1       | Минск              | Беларусь | 24    | 2    |
| 2014     | Д1       | Минск              | Беларусь | 30    | 1    |
| 2015 (1) | Д1       | Минск              | Беларусь | 14    | 1    |
| 2015 (2) | Д1       | Динамо (Минск)     | Беларусь | 8     | 0    |
| 2016     | Д1       | Динамо (Минск)     | Беларусь | 17    | 1    |
| 2017     | Д1       | Динамо (Минск)     | Беларусь | 24    | 1    |
| 2018     | Д1       | Динамо (Минск)     | Беларусь | 16    | 0    |
| 2019     | Д1       | Торпедо-БелАЗ      | Беларусь | 11    | 0    |
| 2020     | Д1       | Шахтёр (Солигорск) | Беларусь | 13    | 3    |

### В сборной
| Матчи и голы Бегунова за сборную Беларуси | Матчи и голы Бегунова за сборную Беларуси | Матчи и голы Бегунова за сборную Беларуси | Матчи и голы Бегунова за сборную Беларуси | Матчи и голы Бегунова за сборную Беларуси | Матчи и голы Бегунова за сборную Беларуси |
| ----------------------------------------- | ----------------------------------------- | ----------------------------------------- | ----------------------------------------- | ----------------------------------------- | ----------------------------------------- |
| №                                         | Дата                                      | Оппонент                                  | Счёт                                      | Голы                                      | Соревнование                              |
| 1                                         | 29 марта 2016                             | Черногория                                | 0-0                                       | —                                         | Товарищеский матч                         |
| 2                                         | 2 сентября 2021                           | Чехия                                     | 0-1                                       | —                                         | Квалификация на чемпионат мира 2022       |
| 3                                         | 5 сентября 2021                           | Уэльс                                     | 2-3                                       | —                                         | Квалификация на чемпионат мира 2022       |
| 4                                         | 8 сентября 2021                           | Бельгия                                   | 0-1                                       | —                                         | Квалификация на чемпионат мира 2022       |